# Костел Святого Марка (Краків)
Костел Святого Марка — культова споруда, історичний, готичний з елементами Відродження, римо-католицький костел, розташований у Кракові в Старому місті на вулиці св. Марка, 10, на розі з вул. Славковською.

## Історія
Перед 1263 р. Болеслав V Стидливий привіз із Праги монахів уставу св. Августина. Від імені патрона костелу монахів називали таврами, а від форми головних уборів, які вони носили, — рогоносцями. Їхня повна назва — Ordo Canonicorum Regularium Mendicantium S. Mariae de Metro de Poenitentia Sanctorum Martyrum. За словами Яна Длугоша, будівництво костелу розпочалося у 1263 році, а перша письмова згадка про «монастирський костел св. Євангеліста Марка, що належить до чину августинців, т. зв. Марка Євангеліста від покути і умертвіння», походить з 1295 року. Він пережив чотири великі пожежі (1494, 1528, 1589, 1724) і після кожної перебудовувався, дещо змінюючи свій вигляд. Коли у 1807 році орден був скасований австрійським урядом – монастир перенесли з костелу св. Мартина у будинок священників на пенсії. 
До наших часів дійшов як готична будівля з елементами Відродження та з інтер'єром у стилі раннього бароко. Дослідження, проведені під час останніх консерваційних робіт, підтвердили два етапи будівництва: пресвітерій є найдавнішою частиною костелу, а бочкоподібний склепінчастий корпус був доданий наприкінці XV століття. У 1936-1938 рр. частина монастиря з боку вул. Славковської була зруйнована і перебудована під магазини. У 1972–1974 роках костел зазнав капітальної реставрації.

## Інтер'єр та історичне обладнання
На зовнішній стіні пресвітерію, від вулиці Славковської, є копія (зроблена близько 1500 р.) Голгофи : готичний хрест із Христом і фігурами Матері Божої Скорботної та св. Іоанна Євангеліста. Спочатку ця скульптура висіла на церковному ризі і, за переказами, мала промовляти до Бл. Міхала Ґедройця, який похований біля головного вівтаря. До південного проходу примикає каплиця Матері Божої Ченстоховської, у вівтарі якої є образ Мадонни .
Дерев'яний головний вівтар був виготовлений близько 1618 року в майстерні різьбяра по дереву Балтазара Кунца.
Фігура Ангела між пресвітерієм і навою є роботою Бальтазара Фонтани або художника з кіл впливу Фонтани. У храмі також є амвон у формі серця з хрестом. Така емблема була символом Ордена марків, які носили її на габіті.

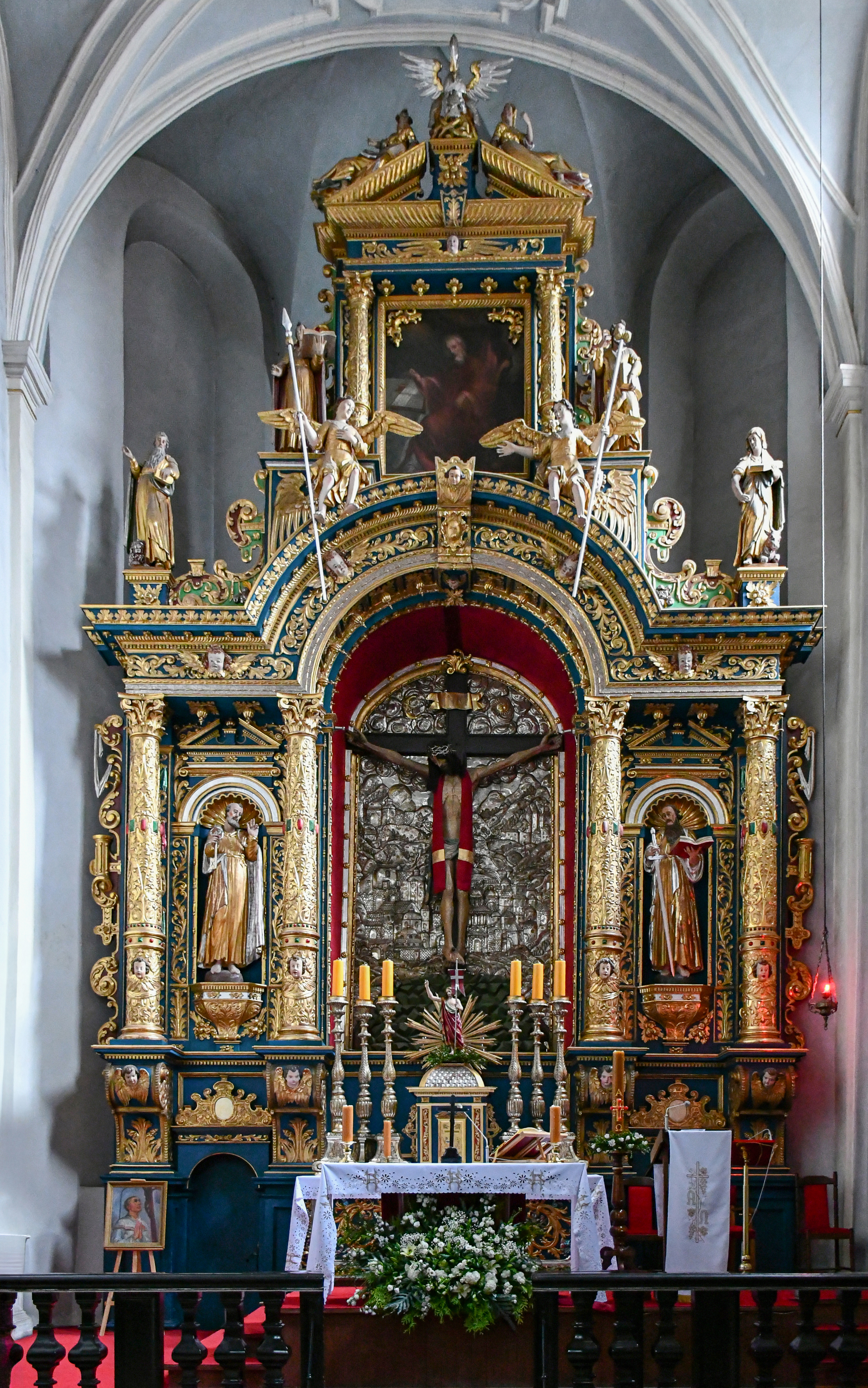
Головний вівтар

## Зовнішні посилання
- Офіційний сайт костелу св. Марка у Кракові
- Костел св. Марка у Кракові - історія та фотогалерея
- Костел св. Марка у Кракові – панорама (доступ: 08.10.2014)